# Late Night Concert
Late Night Concert är ett musikprogram i TV4 som hade premiär den 18 maj 2020. Första säsongen spelades in på ett folktomt Gröna Lund till följd av den rådande Coronapandemin. Den andra säsongen är inspelad på Cirkus, Djurgården. Varje program består av en huvudartist som framför 6–8 låtar samt gästande artister som framför 1–2 låtar. Programmen varvas med låtar och personliga reflektioner över samtiden och artisternas egna karriärer.

## Säsong 1 – Late Night Concert (Gröna Lund)
Molly Sandén var först ut i konsertserien måndagen den 18 maj 2020.
Säsongen avslutas med en "Late Night Concert – Exclusive" där Zara Larsson gör ett specialprogram där bland andra Carola Häggkvist gästar.

## Säsong 2 – Late Night Concert/Christmas (Cirkus, Hasselbacken)
I november presenterade TV4 satsningen på en ny säsong. Satsningen ska vara ett komplement till den musikunderhållning som ställts in på grund av den rådande Coronapandemin. Bland de artister som står på scen finns Carola, Miss Li, Jill Johnson, Agnes och Per Gessle. 
Säsongen avslutades med en julkonsert, "Late Night Christmas", som visades i TV4 på julafton klockan 20:00. Programledare var Tilde de Paula Eby. 
| Avsnitt | Sändningsdatum | Artist            | Gästartist                         | Tittarsiffror |
| ------- | -------------- | ----------------- | ---------------------------------- | ------------- |
| 1       | 18 maj 2020    | Molly Sandén      | NEA. BLIXT och Mimi (Molly Sandén) | 107 000       |
| 2       | 19 maj 2020    | Norlie & KKV      | Estraden, Alex Järvi.              | 87 000        |
| 3       | 25 maj 2020    | Felix Sandman     | Omar Rudberg, Oscar Enestad.       | 86 000        |
| 4       | 26 maj 2020    | Sabina Ddumba     | Thomas Stenström, Molly Hammar.    | 68 000        |
| 5       | 1 juni 2020    | Linnea Henriksson | Oscar Zia, Daniela Rathana         | 105 000       |
| 6       | 8 juni 2020    | Petra Marklund    | Moonica Mac, Movits!               | 98 000        |
| 7       | 9 juni 2020    | Vargas & Lagola   | JUNG                               | 94 000        |
| 8       | 15 juni 2020   | Benjamin Ingrosso | Amason, Noak Hellsing              | 98 000        |
| 9       | 16 juni 2020   | Miriam Bryant     | Ellen Krauss, The Royal Concept    | 139 000       |
| 10      | 4 augusti 2020 | Zara Larsson      | Carola, lennixx                    | 163 000       |

| Avsnitt | Sändningsdatum   | Artist | Gästartist | Its hits-scenen | Musiker |
| ------- | ---------------- | --- | --- | --- | --- |
| 1       | 2 december 2020  | Carola | Mariette, Samuel Ljungblahd Dans: Elsa Hildebrand | Rhys Musiker: John Bernström | Sebastian Robertsson, Helmer Norrby, Joel Sahlin, Mårgan Höglund, Niklas Tinnborg och Sara Niklasson             |
| 2       | 3 december 2020  | Miss Li | Myra Granberg Musiker: Hugo Lundberg, Karl Lundberg | Newkid Musiker: Beoar Hassan, Kalle Perlskog och Robin Lindvall | Andreas Arvidsson, Clas Lassbo, Doreen Ndagire, Gustav Nahlin, Johan Norin, Magnus Wiklund och Sonny Gustafsson. |
| 3       | 9 december 2020  | Agnes | Madi Banja | Sandro Cavazza | Cecilia Vaz, Elin Blom, Fredrik Quiñones, Gabriel Runemark och Jenny Vaz.                                        |
| 4       | 16 december 2020 | Per Gessle | Astrid S | Astrid S & Victor Leksell Musiker: David Larson | Christoffer Lundquist, Clarence Öfwerman, Helena Josefsson och Magnus Börjeson.                                  |
| 5       | 17 december 2020 | Jill Johnson | Robin Stjernberg | Smith & Thell Musiker: Jocki Lövmark, Helmer Norrby och Jonas Jurström | Sebastian Robertsson, Helmer Norrby, Joel Sahlin, Mårgan Höglund, Niklas Tinnborg och Sara Niklasson.            |
| 6       | 24 december 2020 | Carola, Jill Johnson, Måns Zelmerlöw, The Mamas, Samuel Ljungblahd, David Lindgren, Stephen Simmonds, Sanna Nielsen, Hannah Holgersson & Patrik Jablonski, Idolerna, Benjamin Ingrosso, gospelkören By Grace m.fl. | Carola, Jill Johnson, Måns Zelmerlöw, The Mamas, Samuel Ljungblahd, David Lindgren, Stephen Simmonds, Sanna Nielsen, Hannah Holgersson & Patrik Jablonski, Idolerna, Benjamin Ingrosso, gospelkören By Grace m.fl. | Carola, Jill Johnson, Måns Zelmerlöw, The Mamas, Samuel Ljungblahd, David Lindgren, Stephen Simmonds, Sanna Nielsen, Hannah Holgersson & Patrik Jablonski, Idolerna, Benjamin Ingrosso, gospelkören By Grace m.fl. | |